# Catlin (Nueva York)
Catlin es un pueblo ubicado en el condado de Chemung en el estado estadounidense de Nueva York. En el año 2000 tenía una población de 2.649 habitantes y una densidad poblacional de 26.9 personas por km².

## Geografía
Catlin se encuentra ubicado en las coordenadas 42°15′17″N 76°54′43″O / 42.25472, -76.91194.

## Demografía
Según la Oficina del Censo en 2000 los ingresos medios por hogar en la localidad eran de $38,776, y los ingresos medios por familia eran $42,308. Los hombres tenían unos ingresos medios de $34,833 frente a los $23,333 para las mujeres. La renta per cápita para la localidad era de $17,869. Alrededor del 6.5% de la población estaban por debajo del umbral de pobreza.